# Peter Bernstein
Peter Andrew Bernstein (New York, 3 september 1967) is een Amerikaanse jazzgitarist.

## Biografie
Bernstein begon op 8-jarige leeftijd piano te spelen, maar schakelde op 13-jarige leeftijd over op gitaar en leerde het instrument voornamelijk op het gehoor. Hij studeerde jazz aan de Rutgers University bij Ted Dunbar en Kenny Barron.Toen hij student was aan The New School in New York, ontmoette hij gitarist Jim Hall, die hem een baan aanbood tijdens het JVC Jazz Festival in 1990. Vervolgens verscheen hij op albums met Jesse Davis, Lou Donaldson, Larry Goldings, Michael Hashim, Geoff Keezer en Melvin Rhyne. Hij bracht zijn eerste album uit als leader met pianist Brad Mehldau. Hij heeft ook samengewerkt met Jimmy Cobb, Tom Harrell, Diana Krall, Lee Konitz, Eric Alexander, Joshua Redman, Dr. Lonnie Smith en Walt Weiskopf. In 2008 werd Bernstein onderdeel van de Blue Note 7, een septet dat dat jaar werd opgericht ter ere van het 70-jarig jubileum van Blue Note Records. De band nam het album Mosaic op. Bernstein speelt bijna uitsluitend een Zeidler archtopgitaar. De gitaar is gemaakt in 1981.

## Discografie

### Als leader
- 1994: Somethin's Burnin' (Criss Cross Jazz)
- 1995: Signs of Life (Criss Cross)
- 1996: Brain Dance (Criss Cross)
- 1998: April in New York (Jardis)
- 1998: Earth Tones (Criss Cross)
- 1999: We Remember Tal met Gene Bertoncini, Mundell Lowe, Jack Wilkins (J-Curve)
- 2000: Consenting Adults met M.T.B. (Criss Cross)
- 2003: Stranger in Paradise (Venus)
- 2003: Heart's Content (Criss Cross)
- 2003: Guitars Alone met Satoshi Inoue (What'sNew)
- 2005: You'll See met het Anniversary Quartet (Cellar Live)
- 2006: In Orbit met Planet Jazz (Sharp Nine)
- 2008: Monk (Xanadu Records)
- 2008: Peter Bernstein Quartet: Live at Smalls (SmallsLIVE)
- 2010: Live at Smalls met Planet Jazz (Off Minor)
- 2011: Live at Smalls met Larry Goldings, Bill Stewart (SmallsLIVE)
- 2012: Dialogues met Joachim Schoenecker
- 2013: Live at Cory Weeds' Cellar Jazz Club met Tilden Webb (Cellar Live)
- 2013: Solo Guitar Live at Smalls (SmallsLIVE)
- 2014: Ramshackle Serenade met Larry Goldings, Bill Stewart (Pirouet)
- 2016: Inspired met Rale Micic, John Abercrombie, Lage Lund (ArtistShare)
- 2016: Humanity met the Humanity Quartet (Cellar Live)
- 2016: Let Loose (Smoke Sessions Records)
- 2017: Signs Live! (Smoke Sessions)
- 2018: Toy Tunes met Larry Goldings, Bill Stewart (Pirouet)

### Als sideman
Met Eric Alexander
- 1994: Tell It Like It Is (Criss Cross)
- 1995: Full Range (Criss Cross)
- 1997: Aztec Blues (Criss Cross)
- 2000: Alexander the Great (HighNote)

Met Jimmy Cobb
- 1998: Only for the Pure of Heart (Fable)
- 2003: Cobb's Groove (Milestone)
- 2014: The Original Mob (Smoke Sessions)
- 2019: This I Dig of You (Smoke Sessions)

Met Lou Donaldson
- 1991: Play the Right Thing (Milestone)
- 1992: Birdseed (Milestone)
- 1994: Caracas (Milestone)
- 1995: Sentimental Journey  (Columbia)

Met Larry Goldings
- 1991: Intimacy of the Blues (Minor Music)
- 1992: Light Blue (Minor Music)
- 1994: Caminhos Cruzados (Novus)
- 1995: Whatever It Takes (Warner Bros.)
- 1996: Big Stuff (Warner Bros.)
- 1999: Moonbird (Palmetto)
- 2000: As One (Palmetto)
- 2002: Sweet Science (Palmetto)
- 2007: Long Story Short (Sticky Mack)

Met Mike LeDonne
- 1996: Waltz for an Urbanite (Criss Cross)
- 2004: Smokin' Out Loud (Savant)
- 2007: On Fire (Savant)
- 2009: The Groover (Savant)
- 2014: I Love Music (Savant)
- 2015: AwwlRIGHT! (Savant)
- 2016: That Feelin (Savant)
- 2018: From the Heart (Savant)

Met Melvin Rhyne
- 1992: The Legend (Criss Cross)
- 1994: Boss Organ (Criss Cross)
- 1995: Stick to the Kick (Criss Cross)
- 1996: Mel's Spell (Criss Cross)
- 1997: Kojo (Criss Cross)
- 1997: KOJO (Criss Cross)
- 1999: Classmasters (Criss Cross)
- 2003: Tomorrow Yesterday Today (Criss Cross)

Met Dr. Lonnie Smith
- 2004: Too Damn Hot (Palmetto)
- 2006: Jungle Soul (Palmetto)
- 2008: Rise Up! (Palmetto)
- 2009: The Art of Organizing (Criss Cross)

Met Grant Stewart
- 1996: More Urban Tones (Criss Cross)
- 2007: Shadow of Your Smile (Birds)
- 2010: Around the Corner (Sharp Nine)

Met Sam Yahel
- 1997: Searchin (Naxos)
- 1999: In the Blink of an Eye (Naxos)
- 1999: Trio (Criss Cross)

Met anderen
- 1975: Wendy Waldman, Wendy Waldman (Warner Bros.)
- 1991: Jim Hall, Jim Hall and Friends Live at Town Hall Vol. 1 (Musicmasters)
- 1991: Jim Hall, Jim Hall and Friends Live at Town Hall Vol. 2 (Musicmasters)
- 1992: Jesse Davis, As We Speak (Concord Jazz)
- 1993: Brian Lynch, At the Main Event (Criss Cross)
- 1993: Geoffrey Keezer, Other Spheres (DIW)
- 1993: Jesse Davis, Young at Art (Concord Jazz)
- 1994: Bob Belden, When Doves Cry (Metro Blue)
- 1994: LaVerne Butler, Day Dreamin (Chesky)
- 1995: Trudy Desmond, Make Me Rainbows (Koch)
- 1995: Walt Weiskopf, A World Away (Criss Cross)
- 1996: Joshua Redman, Freedom in the Groove (Warner Bros.)
- 1996: Kevin Mahogany, Kevin Mahogany (Warner Bros.)
- 1996: Teodross Avery, My Generation (Impulse!)
- 1997: Bubba Brooks, Smooth Sailing (TCB)
- 1998: Doug Lawrence, High Heel Sneakers (Fable/Lightyear)
- 1998: Ryan Kisor, Battle Cry (Criss Cross)
- 1998: Seatbelts, Cowboy Bebop: Vitaminless (Victor)
- 1998: Steve Davis, Vibe Up! (Criss Cross)
- 1999: Jon Gordon, The Things We Need (Double-Time)
- 1999: Klaus Doldinger, Back in New York Blind Date (WEA)
- 2000: Harry Allen, Christmas in Swingtime (BMG)
- 2001: Etta Jones, Sings Lady Day (HighNote)
- 2001: Lee Konitz, Parallels (Chesky)
- 2001: Nicholas Payton, Dear Louis (Verve)
- 2001: Paula West, Come What May (Hi Horse)
- 2001: Ralph Bowen, Soul Proprietor (Criss Cross)
- 2002: Fleurine, Fire (Coast to Coast)
- 2002: Wycliffe Gordon, Dig This! (Criss Cross)
- 2003: Janis Siegel, Friday Night Special (Telarc)
- 2004: Ian Hendrickson-Smith, Still Smokin (Sharp Nine)
- 2004: Jim Rotondi, New Vistas (Criss Cross)
- 2004: Ryan Kisor, Donna Lee (Videoarts)
- 2005: Joshua Redman, Momentum (Nonesuch)
- 2006: Alvin Queen, I Ain't Looking at You (Enja)
- 2006: Anton Schwartz, Radiant Blue (Anton Jazz)
- 2006: Steve Davis, Update (Criss Cross)
- 2007: David 'Fathead' Newman, Life (HighNote)
- 2007: Don Friedman, Waltz for Marilyn (Jazz Excursion)
- 2008: Jane Monheit, The Lovers, The Dreamers and Me (Concord)
- 2008: Ralph Bowen, Five (Criss Cross)
- 2009: Bill Heid, Wylie Avenue (Doodlin')
- 2009: Alvin Queen, Mighty Long Way (Enja)
- 2009: David 'Fathead' Newman, The Blessing (HighNote)
- 2010: Bill Charlap, I'm Old Fashioned (Venus)
- 2010: Ehud Asherie, Organic (Posi-Tone)
- 2011: Igor Butman, Sheherazade's Tales (Butman Music)
- 2012: Bobby Hutcherson, Somewhere in the Night (Kind of Blue)
- 2012: Gary Smulyan, Mike LeDonne, Kenny Washington, Smul's Paradise (Capri)
- 2014: Nancy Kelly, B That Way (BlueBay)
- 2014: Renee Fleming, Christmas in New York (Decca)
- 2014: Ron Carter, In Memory of Jim (Somethin' Else)
- 2014: Sonny Rollins, Road Shows Vol. 3 (Doxy/Okeh)
- 2015: Ben Paterson, For Once in My Life (Origin)
- 2015: Harold Mabern, Afro Blue (Smoke Sessions)
- 2016: George Coleman, A Master Speaks (Smoke Sessions)
- 2016: Jorge Rossy, Stay There (Pirouet)
- 2016: Don Friedman, Remembering Attila Zoller (Edition Longplay)
- 2016: Sonny Rollins, Road Shows Vol. 4: Holding the Stage (Doxy/Okeh)
- 2018: Pat Bianchi, In the Moment (Savant)

- Bibliothèque nationale de France: cb13975035f (data)
- Gemeinsame Normdatei: 134772873
- International Standard Name Identifier: 0000 0001 1460 9763
- Library of Congress Control Number: no98075035
- MusicBrainz: 2f38247a-c46e-4302-9e81-6c1c7a32d343
- Nationale Bibliotheek van Tsjechië: xx0099104
- SNAC: w60d29mh
- Système universitaire de documentation: 124285295
- Virtual International Authority File: 44492811